# Hünenstein (Osterholz-Scharmbeck)

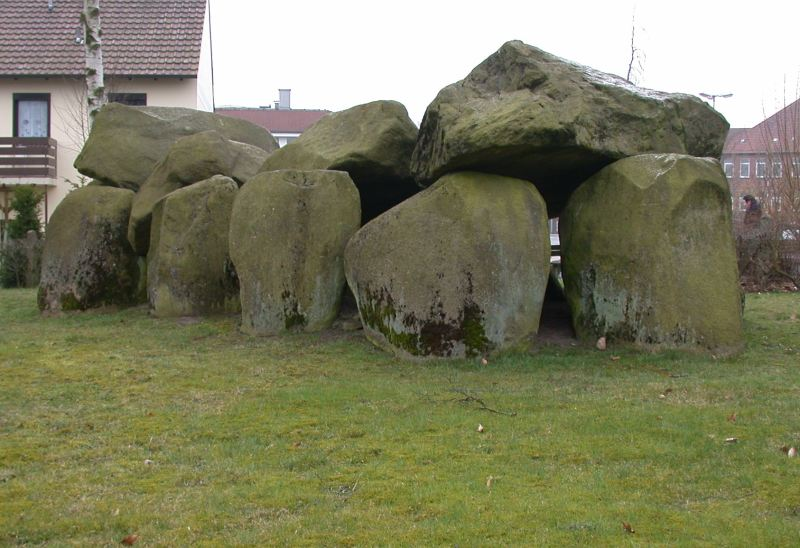
Steingrab in Osterholz-Scharmbeck (Rückseite)

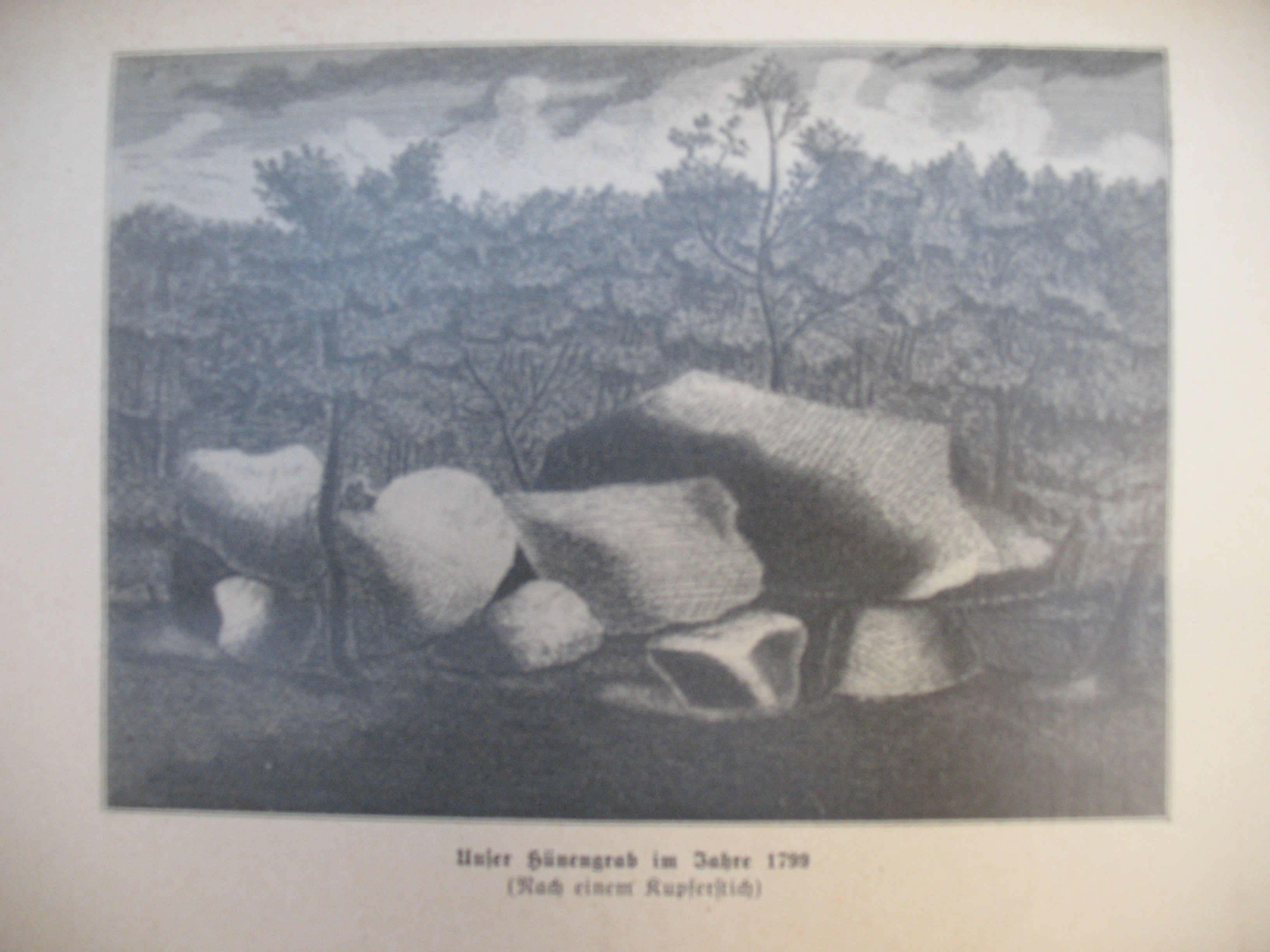
Kupferstich von 1799

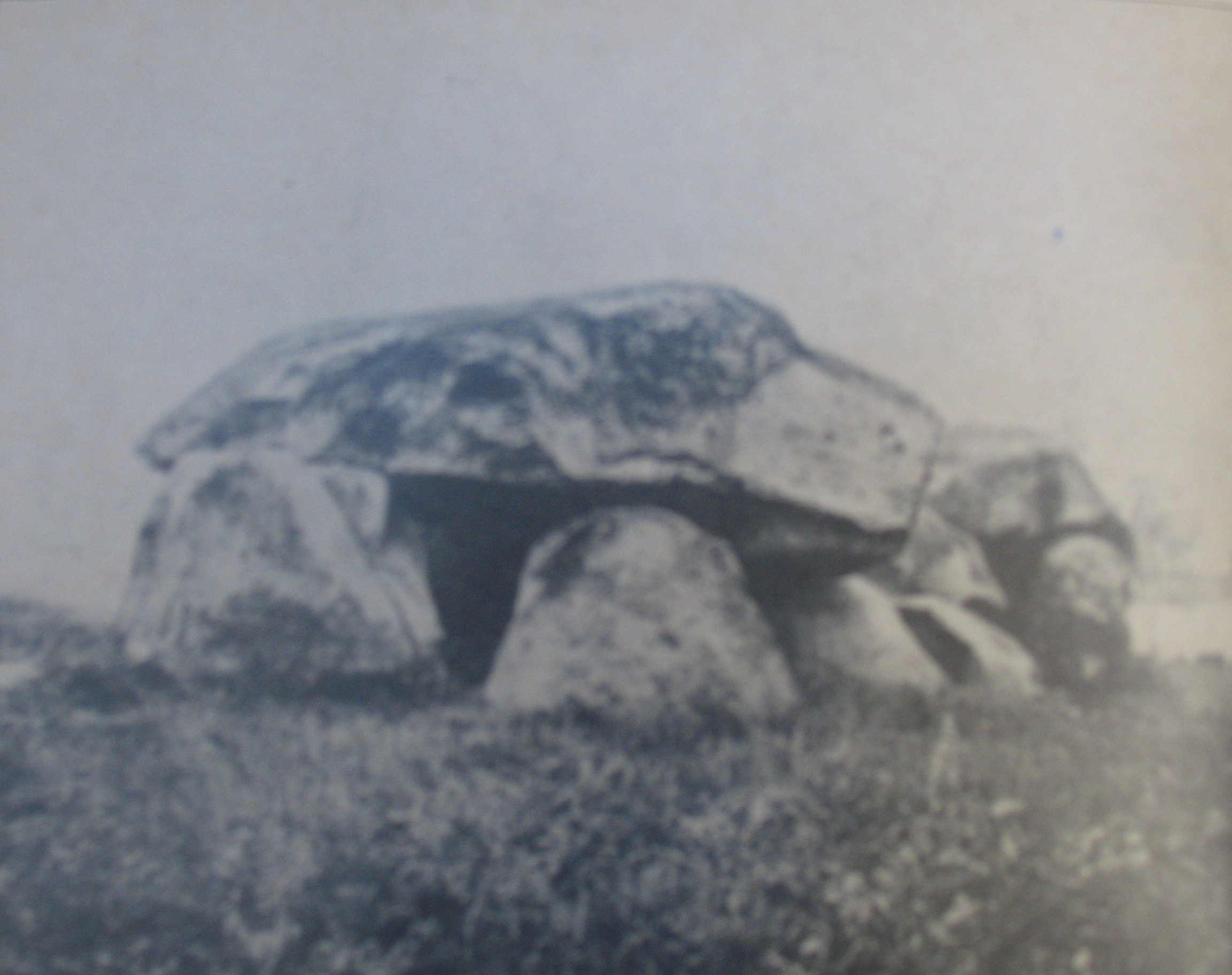
Fotografie aus dem Jahr 1896

Der Hünenstein ist eine jungsteinzeitliche Megalithanlage in Osterholz-Scharmbeck im Elbe-Weser-Dreieck in Niedersachsen. Das vollständige Großsteingrab mit der Sprockhoff-Nr. 630 entstand zwischen 3500 und 2800 v. Chr. als Megalithanlage der Trichterbecherkultur. Derartige neolithische Monumente sind Ausdruck der Kultur und Ideologie der zeitgenössischen Gesellschaften. Ihre Entstehung und Funktion gelten als Kennzeichen der sozialen Entwicklung. Das „Hünengrab“ an der Kreuzung Am Hünenstein – Osterholzer Straße etwa 150 Meter vom Rathaus entfernt, ist frei zugänglich.

## Geschichte
Das trapezoide Hünengrab ist 6 Meter lang, hat eine Breite von 1,8 bis 2,0 und eine Höhe von fast 2 Metern. Das Steingrab hat etwas von seiner ursprünglichen Höhe eingebüßt, da bei einer Untersuchung zu Beginn des 20. Jahrhunderts einer der tonnenschweren Decksteine nach einem Anhebeversuch eingerutscht war. Bei seiner Entstehung könnte das Großsteingrab im Osterholzer Wald angelegt worden sein, der jedoch weitgehend der Besiedlung gewichen ist.
Bei einer Grabung im 18. Jahrhundert sollen in unmittelbare Nähe zum Steingrab mehrere Urnen, Pfeilspitzen und eine Axt gefunden worden sein. Aus dem Jahr 1799 existiert ein Kupferstich (s. Abb.), auch ist eine Fotografie von 1896 erhalten (s. Abb.).

## Beschreibung
Die heutige Anlage hat zehn Tragsteine und vier Decksteine. Der größte hat die beachtlichen Abmessungen von 4,5 × 2,5 Meter und gehört mit seinen etwa 30 Tonnen zu den schwersten in Deutschland. Die Anlage ist im Innenraum auch ungewöhnlich hoch. Zwei Decksteine sind mit Schälchen versehen. Ein Deckstein zeigt Sprenglöcher. Der Zugang zur Anlage ist ausgegangen, wahrscheinlich handelt es sich aber um eines der für die Region üblichen Ganggräber.

## Archäologische Einordnung
Im Sommer 1982 wurde in Stadt und Kreis Osterholz-Scharmbeck eine umfassende Bestandsaufnahme durch eine Arbeitsgruppe für Denkmalpflege durchgeführt. Bekannt war, dass (im Vergleich zum 19. Jahrhundert) eine große Anzahl von Fundstätten, vor allem durch die fortschreitende Besiedelung des Raumes, bereits als zerstört gelten mussten.
Es sollte eine Überprüfung der Erfassungen des ehemaligen Kreisheimatpflegers H. Fitschen, der archäologischen Landesaufnahme von H. J. Killmann (ehemaliges Dezernat Boden-Denkmalpflege im Verwaltungsamt) und der jahrelangen Beobachtung von K. P. Schultz (Leiter des Kreisheimatmuseums Osterholz) erfolgen, um Klarheit über den tatsächlichen Bestand und dessen Zustand zu gewinnen. Demnach befanden sich 1982 auf dem Kreis- und Stadtgebiet folgende oberirdischen sichtbaren Denkmäler:
- 9	Großsteingräber
- 361	Grabhügel
- 8	Befestigungen
- 249 	Wurten
- 4 	Schalensteine
- 12	sonstige Objekte

Alle neun Großsteingräber befinden sich auf der Osterholzer Geest. Anhand der zahlreichen charakteristischen Keramikfunde in diesen Anlagen bezeichnet man diese vorgeschichtliche Phase als Trichterbecherkultur.

## Belege
1. ↑  Johann Segelken:  Osterholz-Scharmbecker Heimatbuch, Osterholz-Scharmbeck 1938, S. 13
2. ↑  J. H. Müller (Hrsg.): Vor- und frühgeschichtliche Alterthümer der Provinz Hannover, Hannover 1893, S. 211 („zwei Urnen mit Steinkeil und Bronzedolch“).
3. ↑  Abgebildet bei Segelken (1938), S. 10.